# Manolo Matji
Manuel "Manolo" Matji Tuduri (Madrid, 1940) es un director y guionista español. Se inicia en el mundo del cine en los años 1970 cuando desarrolla sus primeros guiones cinematográficos y para televisión. A finales de los años 80 empieza a compaginar su labor de guionista con la de director de varios largometrajes y series de televisión. Es el autor de los guiones de Los santos inocentes, Turno de oficio o La guerra de los locos.

## Biografía
Desde joven tiene interés por las historias internas que contienen las películas. Tras fracasar en los estudios de la carrera de medicina asiste a varios videoclubs y descubre su pasión por el cine. En 1965 se matricula en la Escuela Oficial de Cinematografía a la que asiste tan solo un año por tener que incorporarse al servicio militar obligatorio de aquellos años y también debido al traslado de la escuela por los conflictos políticos de esta contra la dictadura de Francisco Franco. Posteriormente trabaja como crítico cinematográfico en diversas publicaciones que combina con la escritura de guiones y realización de cortos cinematográficos. Para Televisión Española escribe varios guiones para algunos directores españoles como Mario Camus o Fernando Trueba que se llevan a la gran pantalla o son realizados para televisión.
En 1973 se casa, y estará casado hasta 1984. Fruto de ese matrimonio es Nicolás Matji, que ha seguido los pasos del padre en el mundo del cine. La separación del matrimonio es traumática para Manuel Matji, en el que se agrava un incipiente alcoholismo. Ingresado en una clínica para desintoxicación escribe el guion de la serie Turno de Oficio, cuyo personaje, interpretado por Juan Luis Galiardo, es reflejo del propio Matji por su alcoholismo. Al mismo tiempo de la emisión de Turno de oficio se estrena Los santos inocentes en los cines, que es uno de los títulos con mayor proyección internacional en la carrera de Manuel Matji.
A partir de los 80 da el paso a la dirección cinematográfica y rueda algunos títulos como La guerra de los locos o Mar de luna que combina con la docencia en la Escuela de cine y del audiovisual (ECAM) durante algún tiempo y con la escritura de guiones.